# Noxen
 (août 2025).
Noxen est une census-designated place située dans le comté de Wyoming, dans l’État de Pennsylvanie, aux États-Unis. Lors du recensement de 2020, elle compte 643 habitants.